# آيثيوبيا

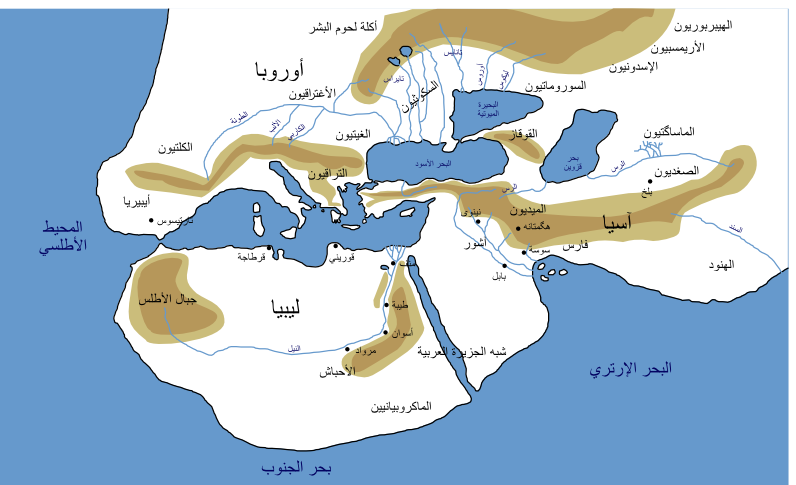
العالم المأهول حسب هيرودوت: ليبيا (أفريقيا) المتخيلة لا تمتد إلى الجنوب أبعد من القرن الأفريقي، وتنتهي في الصحراء غير الصالحة للسكن. تُعرف جميع الشعوب التي تسكن أقصى الأطراف الجنوبية للعالم الصالح للسكن بالأثيوبيين (بعد بشرتهم الداكنة). وفي أقصى الجنوب الشرقي من القارة، هناك الماكروبيون، الذين يطلق عليهم هذا الاسم لطول عمرهم.

آيثيوبيا القديمة (باليونانية: Αἰθιοπία)‏؛ المعروفة أيضًا باسم إثيوبيا) هي مصطلح جغرافي ظهر لأول مرة في الوثائق الكلاسيكية كإشارة إلى منطقة أعالي النيل، وكذلك مناطق معينة جنوب الصحراء الكبرى. إن أقدم ذكر لهذا المصطلح في أعمال هوميروس: مرتين في الإلياذة، وثلاث مرات في الأوديسة. يستخدم المؤرخ اليوناني هيرودوت التسمية على وجه التحديد للإشارة إلى أجزاء من أفريقيا كانت تُعرف آنذاك داخل العالم القابل للسكن ‏.
أشارت أفريقيا (أو "ليبيا القديمة") في العصور القديمة الكلاسيكية إلى ما يُعرف الآن باسم شمال أفريقيا وجنوب الصحراء الليبية والصحراء الغربية، بما في ذلك جميع الأراضي الصحراوية غرب نهر النيل الجنوبي. نمت المعرفة الجغرافية للقارة تدريجيًا مع كتاب الرحلات اليوناني الطواف حول البحر الإرتري (كتاب) (من القرن الأول الميلادي) الذي يصف المناطق الواقعة على طول إريثرا ثالاسا (البحر الأحمر).

## الاسم: أصل الكلمة والاستخدام
الاسم اليوناني آيثيوبيا Αἰθιοπία، من Αἰθίοψ ،Aithiops، «إثيوبي»، هو مركب مشتق من كلمتين (باليونانية: αἴθω)‏ (aitho، 'أنا أحرق') + ὤψ (ops، 'وجه'). وفقًا لمشروع برسياوس، يُترجم هذا التعيين بشكل صحيح في شكل اسم الوجه المحترق وفي شكل صفة مثل أحمر-بني. على هذا النحو، تم استخدام الاسم كمصطلح غامض للسكان ذوي البشرة الداكنة منذ زمن هوميروس. تم تطبيق المصطلح على هذه الشعوب عندما كانت ضمن نطاق ملاحظة الجغرافيين القدماء، وبشكل أساسي في ما كان آنذاك النوبة (في السودان القديم). ومع توسع المعرفة الجغرافية، امتد الاسم المحلي على التوالي إلى مناطق أخرى معينة أسفل الصحراء.

## قبل هيرودوت
هوميروس (من القرن الثامن قبل الميلاد) هو أول من ذكر آيثيوبيا (Αἰθίοπες وΑἰθιοπῆες)، كاتبًا أن العثور عليها ممكن في الأطراف الشرقية والغربية من العالم، مقسمة حسب البحر إلى «شرقية» (عند شروق الشمس) و«غربية» (عند غروب الشمس). وفي الكتاب الأول من الإلياذة، زار ثيتيس أوليمبوس لمقابلة زيوس، ولكن تم تأجيل الاجتماع، حيث تغيب زيوس والآلهة الأخرى بسبب زيارة أرض الآيثيوبيين.
هسيودوس (من القرن الثامن قبل الميلاد) يتحدث عن ممنون «ملك الإثيوبيين».
في عام 515 قبل الميلاد، أبحر Scylax من Caryanda، بناءً على أوامر من دارا الأول شاه الإمبراطورية الأخمينية، على طول نهر السند والمحيط الهندي والبحر الأحمر، وطاف حول شبه الجزيرة العربية. كما ذكر «الآيثيوبيين»، مع أن كتاباته عنهم لم تدم.
يقال أيضًا أن هكتيوس الملطي (حوالي 500 قبل الميلاد) قد كتب كتابًا عن «آيثيوبيا»، لكن كتاباته أصبحت معروفة الآن فقط من خلال اقتباسات من مؤلفين لاحقين. لقد ذكر أن «آيثيوبيا» تقع شرقي النيل، حتى البحر الأحمر والمحيط الهندي. كما أنه يروي أسطورة تذكر أن شخصية النسناس («أقدام الظل») عاشت فيها، وهي شخصية أسطورية من المفترض أن تكون أقدامها كبيرة بما يكفي لتكون بمثابة الظل.[بحاجة لمصدر]

## في هيرودوت
في تاريخه (حوالي 440 قبل الميلاد)، يقدم هيرودوت بعضًا من أقدم المعلومات وأكثرها تفصيلًا عن «آيثيوبيا». كما يروي أنه سافر شخصيًا عبر نهر النيل إلى حدود مصر حتى إلفنتين (أسوان الحديثة). وفي رأيه، فإن «آيثيوبيا» هي كل الأراضي المأهولة الموجودة في جنوب مصر، بدايةً من إلفنتين. لقد وصف عاصمة تقع في مروي، مضيفًا أن الآلهة الوحيدة التي عبدت هناك كانت زيوس (آمون) وديونيسوس (أوزيريس). كما روى أن عددًا من الجنود المصريين قد هجروا بلادهم في عهد الفرعون إبسماتيك الأول (حوالي 650 قبل الميلاد) واستقروا وسط الآيثيوبيين.
يخبرنا هيرودوت أن الشاه قمبيز الثاني (حوالي 570 قبل الميلاد) من الإمبراطورية الأخمينية أرسل جواسيسًا إلى الآيثيوبيين «الذين سكنوا ذلك الجزء من ليبيا (أفريقيا) الذي يحد البحر الجنوبي». لقد وجدوا أناسًا أقوياء وأصحاء. ومع أن قمبيز قام بعد ذلك بحملة باتجاه بلادهم، إلا أن جيشه فشل تمامًا وعاد بسرعة إثر عدم إعداده المؤن الكافية للمسيرة الطويلة.

في الكتاب الثالث، يُعرِّف هيرودوت «آيثيوبيا» بأنها أبعد منطقة في «ليبيا» (أي أفريقيا): 
حيث ينحدر الجنوب نحو غروب الشمس تقع الدولة التي تسمى آيثيوبيا، آخر الأراضي المأهولة بالسكان في هذا الاتجاه. هناك الكثير من الذهب، وتكثر الأفيال الضخمة، والأشجار البرية من جميع الأنواع، والأبنوس؛ والرجال هناك أطول وأكثر وسامة وأطول عمرًا من أي مكان آخر.

## مؤرخون يونانيون رومانيون آخرون
وصف الكاهن المصري مانيتون (حوالي 300 قبل الميلاد) السلالة الكوشية (الأسرة المصرية الخامسة والعشرون)، ب«السلالة الآيثيوبية». علاوةً على ذلك، عندما تمت ترجمة الكتاب المقدس العبري إلى اليونانية (حوالي 200 قبل الميلاد)، صارت التسمية العبرية «كوش، كوشية» تعرف باليونانية «آيثيوبيا، آيثيوبية»، تظهر باسم «إثيوبيا، إثيوبيين» في نسخة الملك جيمس الإنجليزية.
يقدم أجاثارشيدس وصفًا تفصيليًا نسبيًا لنظام تعدين الذهب في آيثيوبيا. تم نسخ نصه حرفيًا تقريبًا من قِبل جميع الكتاب القدامى اللاحقين في المنطقة، بما في ذلك ديودور الصقلي وفوتيوس.
وفيما يتعلق بالإثيوبيين، أشار سترابو إلى أنهم يشبهون الهنود، مشيرًا إلى أن «أولئك الموجودين في آسيا (جنوب الهند) وأولئك الموجودون في أفريقيا لا يختلفون عن بعضهم البعض». يؤكد بلينيوس الأكبر بدوره أن اسم المكان «آيثيوبيا» مشتق من «أثيوب ابن فولكانوس» (الإله اليوناني هيفيستوس). كما كتب أن «ملكة الإثيوبيين» حملت لقب كنداكة، ويؤكد أن الإثيوبيين قد غزو سوريا القديمة والبحر الأبيض المتوسط. وبعد سترابو، أشار المؤرخ اليوناني الروماني يوسابيوس إلى أن الإثيوبيين قد هاجروا إلى منطقة البحر الأحمر من وادي السند ولم يكن هناك أشخاص في المنطقة بهذا الاسم قبل وصولهم.
إن كتاب السفر اليوناني من القرن الأول الميلادي، والمعروف باسم الطواف حول البحر الإرتري (كتاب)، يصف في البداية النطاق الساحلي بناءً على معرفة مؤلفه الوثيقة بالمنطقة. ومع ذلك، لم يذكر الكتاب أي «إثيوبي» من ذوي البشرة الداكنة بين سكان المنطقة. لقد ظهروا لاحقًا فقط في كتاب الجغرافيا لبطليموس في منطقة أقصى الجنوب، حول «نواة شعوب البانتو» في شمال موزمبيق.

## في الأدب
تم تحديد العديد من الشخصيات في الأدب اليوناني والعصور الوسطى على أنها آيثيوبية، بما في ذلك العديد من الحكام، ذكورًا وإناثًا:
- ممنون وأخوه إمثيون ملك شبه الجزيرة العربية.
- تم تسمية سيفيوس وكاسيوبيا، والدا أندروميدا، ملكًا وملكةً لآيثيوبيا.
- ذكر هوميروس في وصفه لحرب طروادة عدة آيثيوبيين آخرين.
- الآيثيوبيون يلهمون هارادريم في فيلم سيد الخواتم.